# August von Brück
August Lothar Maximilian Ludwig Freiherr von Brück (* 7. August 1859 in München; † 8. September 1941 in Kirchdorf am Haunpold, Oberbayern) war deutscher Diplomat, Geheimer Legationsrat und Gesandter in Finnland.

## Leben
Nach Abschluss seiner Ausbildung war August Freiherr von Brück ab 1881 im bayerischen Justizdienst tätig. 1884 wurde er königlich-bayerischer Kammerjunker.
1885 erfolgte seine Einberufung in den Auswärtigen Dienst für eine konsularische Laufbahn. In den Jahren 1887 bis 1897 war er an unterschiedlichen Vertretungen eingesetzt, so in Sofia, Nizza, Warschau und Casablanca. 1893 wurde er Königlich bayerischer Kämmerer und 1897 bis 1914 Konsul in Riga, Havanna, Valparaíso, La Paz und zuletzt Warschau.
Anschließend war von Brück 1915 bis 1916 Vertreter des Auswärtigen Amtes beim Generalgouverneur für Polen und danach deutscher Generalkonsul in Warschau. Im Januar 1918 wurde er erst im persönlichen Rang eines Gesandten und außerordentlichem Ministers deutscher Ministerresident in Helsingfors. Aufgrund des Bürgerkriegs konnte er die Stelle erst später antreten und wurde damit erster Gesandter im selbstständigen Finnland. Im Februar 1920 wurde er dann Gesandter in Helsingfors. Im August 1920 erfolgte seine Abberufung. Die Versetzung in den einstweiligen Ruhestand wurde zum 1. Oktober 1924 festgelegt und seine Position wurde ab Juli 1920 mit Erich Wallroth besetzt.